# Antoni Molins i Sirera
Antoni Molins i Sirera (Barcelona, 1838 - ibídem, 10 de juliol de 1907) fou un poeta què presidí la societat La Jove Catalunya (1871) i participà diverses vegades en els Jocs Florals de Barcelona, on fou premiat el 1867. Col·laborà amb composicions poètiques, especialment de caràcter religiós, a La Renaixença i a Lo Gai Saber, entre altres publicacions.

## Obres
- Á la inmortal Girona (1867)
- Á la Verge dels desamparats (1868)
- A la Verge de la Misericordia (1868)
- À María, verge de las Mercés (1869)
- Fraternitat : poesía (1870)